# Landkreis Regensburg
Landkreis Regensburg är ett distrikt i Oberpfalz, Bayern, Tyskland. Distriktet ligger i Planungsregion Regensburg.

## Infrastruktur
Genom distriktet går motorvägen A3.